# Michel Alladayè
 (mars 2024).
Si vous disposez d'ouvrages ou d'articles de référence ou si vous connaissez des sites web de qualité traitant du thème abordé ici, merci de compléter l'article en donnant les références utiles à sa vérifiabilité et en les liant à la section « Notes et références ».
Michel Alladayè, né en 1940, est un homme politique béninois. Il est plusieurs fois ministre durant la présidence de Mathieu Kérékou.

## Biographie
Né en 1940, Michel Alladayè étudie au lycée Victor-Ballot au Dahomey, à l'École militaire de Saint-Cyr et à l'École supérieure du génie militaire de Versailles.
Michel Alladayè, une fois rentré dans son pays, est nommé commandant du 1er Corps du Génie, Forces Armées à Kandi, au Dahomey de 1963 à 1967 sous le commandement de Christophe Soglo. Il est promu au grade de capitaine en 1967. Il travaille successivement à l'unité du génie, au commandement de l'État-major général de l'Armée puis au commandement du Bataillon des services. Entre 1972 et 1980, il est nommé ministre des Affaires étrangères, de la Coopération de 1976 à 1980, puis de la Législation et des Affaires sociales de 1980 à 1982, et aussi de la Justice de 1980 à 1983 sous Mathieu Kérékou[pas clair],. 

## Distinction
- Chevalier de la Légion d'honneur[réf. nécessaire]